# Rignano Flaminio
Rignano Flaminio è un comune italiano di 10 161 abitanti della città metropolitana di Roma Capitale nel Lazio.

## Geografia fisica

### Clima
- Classificazione climatica: zona D, 1908 GR/G

## Origini del nome
Il nome non deriva da Giano; e non venne chiamato giano, rignanus, rignano flaminio per la via Flaminia, via consolare romana.

## Storia
Rignano Flaminio ha una storia antica ed è riconducibile a quella di Capena che sorgeva sul colle della Civitucola, ed era la capitale dei Capenati, fiorente popolazione italica che prosperava nel Lazio (Latium) prima dell'avvento di Roma; I Capenati avevano una propria lingua, simile al latino, affine all'etrusco e con influenze sabine.
Il territorio capenate, si estendeva lungo la Valle del Tevere destra del fiume, tra le città di Falerii dei Falisci a nord, a sud-est con il Tevere e Cures Sabini, e a sud-ovest con la città Stato di Veio federata con la dodecapoli etrusca. Divenuto Ager Capenas dopo la conquista militare romana, pressappoco comprendeva gli attuali comuni di Capena, Civitella San Paolo, Morlupo, Fiano Romano, Nazzano, Ponzano Romano, Filacciano, Torrita Tiberina, Rignano Flaminio, Sant'Oreste, Castelnuovo di Porto e Riano.
Inizialmente legata a degli insediamenti abitativi agricoli, già rilevabili dal 400-300 a.C., sparsi nel territorio dei Capenati. Di certo si può ricondurre al 500 d.C. la chiesa dei SS. Abbondio e Abbondanzio, costruita nel possedimento della matrona romana Teodora, in onore degli omonimi martiri, ivi seppelliti. La chiesa divenne un popolare centro di venerazione e di culto. Nel 999 le reliquie furono traslate, da Ottone III, a Roma, insieme a quelle di Teodora, divenuta santa, nella chiesa di S. Adalberto sull'isola Tiberina. A Rignano, nel 972 aveva sostato l'imperatore Ottone I, dopo l'incoronazione a Roma, mentre nel 1159, vi morì Adriano IV, durante un viaggio verso Civita Castellana dove voleva rifugiarsi fuggendo da una sommossa ordita da alcuni consoli.
Di proprietà della chiesa di S. Maria in Trastevere, fu dato in enfiteusi, nell'anno 1116, a un avo di papa Savelli, Onorio III, divenendo successivamente proprietà della famiglia stessa, alla quale fu tolta da papa Alessandro VI Borgia, nel 1501. Di Rignano, allora nota come Arignano, era il marito della celebre Vannozza Cattanei, amante del papa Borgia.
Ai Savelli tornò dopo la caduta dei Borgia, sino al 1607, quando fu venduta ai Borghese e fu eretto a ducato. Dalla famiglia Borghese passò poi a quella dei Muti, per una permuta fatta nel 1633. Nel 1701 andò come dote di nozze alla famiglia Cesi e nel 1799, ereditariamente, alla famiglia Massimo.
Le chiese, le case che ancora formano il quartiere antico dei "Vicoli", la bombarda, ancora integra, posta accanto alla antica rocca dei Borgia, il sarcofago e la porzione dell'antica via Flaminia, visibile per un lungo tratto, parallelamente alla odierna consolare, sono le testimonianze ancora visibili di questa lunga storia, di cui Rignano è stata protagonista nei secoli.

### Simboli
Lo stemma e il gonfalone in uso sono stati concessi con decreto del presidente della Repubblica del 27 dicembre 1976.
Sullo stemma d'azzurro, è raffigurato sant'Anastasio, affiancato dalle lettere maiuscole S e A; il Santo, vestito con un piviale bianco, impugna con una mano un pastorale d'oro e con l'altra tiene una corona anch'essa dorata. 
Il gonfalone è un drappo partito di azzurro e di giallo.

## Monumenti e luoghi d'interesse

### Architetture militari
- Rocca dei Savelli, massiccia costruzione in blocchi di tufo situata al centro della piazza principale. Dopo il passaggio di Rignano Flaminio sotto l'influenza dei Borgia, fu ristrutturata su ordine di Cesare Borgia nel 1501.

### Architetture religiose
- Chiesa di san Giuseppe.
- Chiesa dei santi Vincenzo e Anastasio. La chiesa, di origine medievale (XII secolo), è stata restaurata nel 2011. Del periodo medievale sussistono due finestre ogivali ed il portale minore. La chiesa venne eretta in collegiata da Paolo V Borghese. All’interno, la Cappella del Crocifisso conserva affreschi con Storie della Croce dipinti da Anastasio Fontebuoni nel 1614 su commissione della famiglia Borghese, come informa anche l'iscrizione nella cappella[5].
- Chiesa di Santa Maria della pace.
- Chiesa della Madonna del giglio.
- Chiesa di Santa Maria della pietà.
- Chiesa dei santi Abbondio e Abbondanzio.
- Chiesa di Santa Teodora.

### Siti archeologici
- Antica via Flaminia.

### Aree naturali
- Tenuta comunale Vallelunga.

## Società

### Evoluzione demografica
Abitanti censiti

## Infrastrutture e trasporti
La stazione di Rignano Flaminio della ferrovia Roma-Civitacastellana-Viterbo si trova al centro del paese ed è servita dai treni COTRAL.
Tra le stazioni di Morlupo e Rignano si trovano le vecchie stazioni abbandonate di Murraccio (frazione di Morlupo) e Morolo (Case Morolo) che però non sono più in funzione da anni.
Fra il 1906 e il 1932 in luogo di tale stazione sorgeva una fermata della tranvia Roma-Civita Castellana, gestita dalla Società Romana per le Ferrovie del Nord (SRFN).
Ricade nel territorio comunale di Rignano Flaminio anche la stazione di Sant'Oreste, a servizio del comune confinante di Sant'Oreste.

## Amministrazione
Nel 1873 Rignano cambia denominazione in Rignano Flaminio.

### Altre informazioni amministrative
- Dal 2013 ha aderito alla Conferenza dei sindaci dell'area Tiberina/Flaminia/Cassia.
- Dal 2015 fa parte del Consorzio intercomunale dei servizi e interventi sociali Valle del Tevere[7] insieme ad altri 16 comuni ricandenti nel distretto socio-sanitario 4 della ASL Roma 4.

## Sport
- Vigor Rignano Flaminio, squadra Calcistica che milita in prima categoria girone C.
- Campo di tiro a l'arco - gli arcieri di Jano. Presso la tenuta comunale di Vallelunga.
- Crossdromo, voluto dal presidente dell'Associazione motorclub di Rignano Flaminio Umberto Paparelli. La sua costruzione avvenne negli anni '80 su un terreno comunale della tenuta di Vallelunga.